# 冰原狼
冰原狼〔Direwolf〕，是喬治·R·R·馬丁的嚴肅奇幻《冰與火之歌》中的奇幻生物。史塔克家族的紋章便是白色大地上的一隻灰色冰原狼。

## 外貌
冰原狼可以长到矮种马的大小。与身形成比例，它们的腿很长，头部比普通狼大很多，口鼻长而显著。它们一般是灰毛黄眼或黑毛绿眼，白化的冰原狼则是白毛红眼。

## 习性
与普通的狼一样，冰原狼也是社会性动物，群体出动。单独行动时，它们也是高效的猎手，极其聪明。单个的冰原狼甚至可以加入普通的狼群中，庞大的身躯在建立群体的统治地位时可以给予它们显著的优势。
根据席恩·葛雷乔伊的说法，绝境长城以南已经有二百年没见到冰原狼。直到处决盖瑞之后，在临冬城和庄园之间的路上，罗柏·史塔克发现了一只死了的雌性冰原狼以及六只幼崽。接着，史塔克家族的六兄妹每人领养了一只冰原狼。
与其他狼一样，魔法也能将冰原狼与易形者链接在一起。

## 史塔克家族的冰原狼
- 罗柏 他的冰原狼，灰风，在红色婚礼上被谋害
- 珊莎 她的冰原狼，淑女，在戴瑞城被杀害
- 艾莉亚 她的冰原狼，娜梅莉亚，数年前为防被兰尼斯特家族杀害而赶走，目前在河间地巡游
- 布兰登 他的冰原狼，夏天，与布兰一起前去长城之外，在心树为了救布兰登，被异鬼杀害
- 瑞肯 他的冰原狼，毛毛狗，与瑞肯一起逃离了临冬城，后来因安柏家的背叛被杀害，头颅被当做证明瑞肯的证据。
- 琼恩·雪诺 他的冰原狼，白灵，白色而沉默